# تابع نمایی دوبل

یک تابع نمایی دوبل (منحنی قرمز) در مقایسه با یک تابع نمایی (منحنی آبی)

یک تابع نمایی دوبل ثابتی است که به توان یک تابع نمایی رسیده‌است. فرمول کلی آن  {\displaystyle f(x)=a^{b^{x}}=a^{(b^{x})}} است (که در آن a>1 و b>1) و سریعتر از یک تابع نمایی رشد می‌کند؛ مثلاً اگر a = b = ۱۰:
- f(0) = ۱۰
- f(1) = 1010
- f(2) = 10100 = گوگول
- f(3) = 101000
- f(100) = 1010100 = گوگول‌پلکس

توابع فاکتوریل سریعتر از توابع نمایی رشد می‌کنند اما سرعت رشد آنها از یک تابع نمایی دوبل به مراتب کمتر است؛ اما توابع آکرمان از توابع نمایی دوبل رشد سریعتری دارند. برای مقایسه سرعت رشد توابع مختلف نماد O بزرگ را ببینید.
معکوس تابع نمایی دوبل تابع لگاریتمی دوبل ln(ln(x)) است.